# Ping Fu
Ping Fu (nascuda el 1958) és una empresària sino-estatunidenca. És la cofundadora de l'empresa de desenvolupament de programari 3D Geomagic, i va ser la seva directora executiva fins al febrer de 2013, quan l'empresa va ser adquirida per 3D Systems Inc. Posteriorment esdevingué la vicepresidenta i directora d'empresaris de 3D Systems. Fu va créixer a la Xina durant la Revolució Cultural i es va traslladar als Estats Units el 1984. Va ser cofundadora de Geomagic el 1997 amb el seu aleshores marit Herbert Edelsbrunner, i ha estat reconeguda pels seus èxits en l'àmbit de l'empresa a través de diversos premis, entre ells ser nomenat l'any 2005 "Emprenedor de l'any" per la revista Inc. El 2013, va publicar les seves memòries, Bend, Not Break, en coautora amb MeiMei Fox.